# Confiança Pública
Confiança Pública é um partido político da Argentina reconhecido oficialmente em 4 de agosto de 2014. Foi fundado por Graciela Ocaña.

## Histórico eleitoral
Em 2017 o partido passou a fazer parte da aliança Mudemos na província de Buenos Aires. 